# Šeptej
Šeptej s podtitulem Na křídlech adrenalinu, lásky a fantazie je český nízkorozpočtový generační film režiséra Davida Ondříčka z roku 1996, který pojednává o skupině mladých lidí v současné Praze. Film vyšel v roce 2008 na DVD.

## Děj
Šestnáctiletá Anna utíká z domova a cestou do Prahy potká Speedyho, který ji seznámí se svým bratrem Filipem. Bydlí společně v jednom bytě s Filipovým přítelem Kytkou, který vydělává peníze prostitucí, a s kamarádkou Irmou. Anna se s Filipem sblíží, na což Kytka reaguje žárlivými výstupy. Nakonec na oba zaútočí nožem. Po pokusu spáchat sebevraždu skokem z Nuselského mostu skončí v psychiatrické léčebně. Anna s Filipem odjedou z Prahy.

## Hudba
Ve filmu zazněly převážně písně skupiny Colorfactory a rovněž v menší míře Support Lesbiens, Wubble-U, Hypnotix a Jhelisa.

## Ocenění
Film byl v roce 1997 nominován na cenu Tiger Award na Mezinárodním filmovém festivalu v Rotterdamu a získal zvláštní cenu na Mezinárodním filmovém festivalu Jove ve Valencii.

## Obsazení
| Tatiana Vilhelmová | Anna     |
| Jan P. Muchow      | Filip    |
| Martin Myšička     | Kytka    |
| Jan Čechtický      | Speedy   |
| Kateřina Winterová | Irma     |
| Václav Mareš       | zákazník |
| Petra Špalková     | Laura    |